# Solferino Farm Cemetery
Solferino Farm Cemetery is een Britse militaire begraafplaats met gesneuvelden uit de Eerste Wereldoorlog en Tweede Wereldoorlog in het Belgische dorp Brielen, een deelgemeente van Ieper. De begraafplaats werd ontworpen door Reginald Blomfield en ligt 4 km ten noordwesten van het centrum van Ieper. Het terrein heeft een smal rechthoekig grondplan met een oppervlakte van 1.200 m² en wordt omsloten door een natuurstenen muur. Het Cross of Sacrifice staat vlak bij de toegang aan de straatkant. 
Er worden 304 doden herdacht, waaronder vijf uit de Tweede Wereldoorlog. 
De begraafplaats wordt onderhouden door de Commonwealth War Graves Commission.

## Geschiedenis
De Franse troepen die deze sector sedert het begin van 1915 bezetten, noemden de boerderij tegenover de begraafplaats 'Solferino Farm'. De boerderij gebruikten ze als medische post. Omstreeks het einde van de Derde Slag om Ieper in oktober 1917, begonnen Britse troepen met de aanleg van de begraafplaats. Deze werd door gevechtseenheden gebruikt tot augustus 1918. Er liggen 294 Britten (één is niet geïdentificeerd), twee Canadezen en drie Duitsers. Honderd slachtoffers behoorden tot artillerie-eenheden, 21 militairen behoorden tot de genietroepen en 24 doden tot de Royal Army Service Corps. Tijdens de Tweede Wereldoorlog werden nog vijf Britten, waarvan één niet geïdentificeerde, aan deze begraafplaats toegevoegd. Zij sneuvelden tijdens de terugtrekking van de Britse troepen naar Duinkerke in mei 1940.
De begraafplaats werd in 2009 als monument beschermd.

## Onderscheiden militairen
- Linwood Field, majoor bij de Royal Field Artillery werd onderscheiden met de Distinguished Service Order (DSO) en het Military Cross (MC).
- de kapiteins R. P. Neville van de Northumberland Fusiliers en P. S. Barker van de Royal Field Artillery ontvingen eveneens het Military Cross.
- sergeant-majoor Charles Frederick Brewster, de sergeanten W. Castle, Owen A. Gibbs en William Arthur Holdsworth, de korporaals W. Puddifoot, J. Fife en J. H. Ryder en pionier James Lindsley ontvingen de Military Medal (MM).